# José Lewgoy
José Lewgoy (Veranópolis, 16 novembre 1920 – Rio de Janeiro, 10 febbraio 2003) è stato un attore brasiliano.

## Biografia
Di padre russo e madre statunitense (conosciutisi a New York), Lewgoy debuttò in teatro ancora ragazzo. Visse poi diversi anni all'estero: dapprima negli Stati Uniti d'America (studiando arti sceniche all'Università Yale) e successivamente in Francia.
Rientrato in Brasile recitò nel suo primo film: ne sarebbero seguiti più di cento, tra cui anche pellicole italiane (Duello nel mondo, Una rosa per tutti), francesi, statunitensi, nonché coproduzioni internazionali, con parti di un certo rilievo. Tra i titoli più importanti: Quel giorno a Rio (insieme a Michael Caine, Valerie Harper e una giovanissima Demi Moore); Il bacio della donna ragno; Il dittatore del Parador in arte Jack; e due pellicole di Werner Herzog, Cobra Verde e Fitzcarraldo, nelle quali affiancò Klaus Kinski.
Lavorò anche in molte telenovelas brasiliane, quasi sempre per Rede Globo: lo si ricorda soprattutto per i ruoli interpretati in Dancin' Days, Vite rubate e Agua Viva, tutte e tre scritte da Gilberto Braga.
Lewgoy è morto nel 2003 in un ospedale di Rio in seguito a problemi cardiorespiratori. 

## Vita privata
Non si sposò mai né ebbe figli.

## Filmografia

### Cinema
- Carnaval no Fogo, regia di Watson Macedo (1949)
- Quando a Noite Acaba, regia di Fernando De Barros (1950)
- Katucha, regia di Paulo Machado e Edmond F. Bernoudy (1950)
- Cascalho, regia di Leo Marten (1950)
- Aviso aos Navegantes, regia di Watson Macedo (1950)
- Maior Que o Ódio, regia di José Carlos Burle (1951)
- Aí Vem o Barão, regia di Watson Macedo (1951)
- Três Vagabundos, regia di José Carlos Burle (1952)
- Carnaval Atlântida, regia di José Carlos Burle (1952)
- Barnabé Tu És Meu, regia di José Carlos Burle (1952)
- Areias Ardentes, regia di J. B. Tanko (1952)
- Amei um Bicheiro, regia di Jorge Ileli e Paulo Wanderley (1953)
- Três Recrutas, regia di Euripides Ramos (1953)
- Carnaval em Caxias, regia di Paulo Wanderley (1954)
- Matar ou Correr, regia di Carlos Manga (1954)
- Delitto blu (Escapade), regia di Ralph Habib (1957)
- S.O.S. Noronha, regia di Georges Rouquier (1957)
- I fanatici (Les Fanatiques), regia di Alex Joffé (1957)
- Plotone di esecuzione (Quand sonnera midi), regia di Edmond T. Gréville (1958)
- História de um Crápula, regia di Jece Valadão (1965)
- Spie contro il mondo (Gern hab' ich die Frauen gekillt), regia di Alberto Cardone, Robert Lynn e Sheldon Reynolds (1966) - non accreditato
- Duello nel mondo, regia di Luigi Scattini e Georges Combret (1966)
- As Cariocas, regia di Fernando De Barros, Walter Hugo Khouri e Roberto Santos (1966)
- Una rosa per tutti, regia di Franco Rossi (1967)
- Terra in trance (Terra em Transe), regia di Glauber Rocha (1967)
- Arrastão, regia di Antoine d'Ormesson (1967)
- Jerry - a grande parada, regia di Carlos Alberto de Souza Barros (1967)
- Os Viciados (1968)
- A Vida Provisória (1968)
- Roberto Carlos e o Diamante Cor-de-Rosa (1968)
- Roberto Carlos em Ritmo de Aventura (1968)
- Tarzan and the Jungle Boy (1968)
- Svarta palmkronor (1968)
- A Cama ao Alcance de Todos (1969)
- Os Paqueras (1969)
- A um Pulo da Morte (1969)
- Não Aperta, Aparício (1970)
- O Donzelo (1970)
- O Bolão (1970)
- Pecado Mortal (1970)
- Lua-de-Mel e Amendoim (1971)
- Os Amores de um Cafona (1971)
- Gaudêncio, o Centauro dos Pampas (1971)
- Pra Quem Fica, Tchau (1971)
- Quando o Carnaval Chegar (1972)
- O Grande Gozador (1972)
- A Viúva Virgem (1972)
- Independência ou Morte (1972)
- Como É Boa Nossa Empregada (1973)
- Os Mansos (1973)
- Le Grabuge (1973)
- Gente que Transa - Casimiro Bilac (1974)
- Relatório de um Homem Casado (1974)
- As Alegres Vigaristas (1974)
- Intimidade (1975)
- Um Soutien para Papai (1975)
- As Secretárias... Que Fazem de Tudo (1975)
- Eu Dou o Que Ela Gosta (1975)
- O Ibraim do Subúrbio  (1976)
- O Quarto da Viúva (1976)
- O Homem de Papel (1976)
- Padre Cícero (1976)
- O Flagrante (1976)
- Ouro Sangrento (1977)
- Diário da Província (1978)
- O Outro Lado do Crime (1978)
- O Gigante da América (1978)
- Os Mucker (1978)
- Curumim (1978)
- A República dos Assassinos (1979)
- Terror e Êxtase (1979)
- Engraçadinha (n.c.) (1981)
- Perdida em Sodoma (1982)
- Tensão no Rio (1982)
- Tabu (1982)
- Fitzcarraldo, regia di Werner Herzog (1982)
- Quel giorno a Rio (Blame It on Rio), regia di Stanley Donen (1984)
- Il bacio della donna ragno  (Kiss of the Spider Woman), regia di Héctor Babenco (1985)
- Os Bons Tempos Voltaram: Vamos Gozar Outra Vez (1985)
- O Beijo da Mulher-Aranha (1985)
- La mansión de Araucaima (1986)
- Os Trapalhões e o Rei do Futebol (1986)
- A Dama do Cine Shanghai (1987)
- Cobra Verde, regia di Werner Herzog (1987)
- Il dittatore del Parador in arte Jack (Moon Over Parador, 1988)
- Festa (1989)
- Sermões - A História de Antônio Vieira (1989)
- Faca de Dois Gumes (1989)
- O Escorpião Escarlate (1990)
- Stelinha (1990)
- Perfume de Gardênia (1992)
- Mil e Uma (1994)
- Boca (1994)
- O Monge e a Filha do Carrasco (1995)
- O Quatrilho - Il quadriglio (O Quatrilho), regia di Fábio Barreto (1995)
- O Judeu (1996)
- Glaura (1997)
- A Hora Mágica (1998)
- Policarpo Quaresma, Herói do Brasil (1998)
- Sonhos Tropicais (2001)
- Apolônio Brasil, Campeão da Alegria (2003)

### Televisione
- As Divinas e Maravilhosas (TV Tupi) (1973)
- Cavalo de Aço (1973)
- O Rebu (1974)
- Corrida do Ouro (1974)
- O Grito (1975)
- Anjo Mau (1976)
- Nina (1977)
- Dancin' Days (1978)
- Feijão Maravilha (1979)
- Piume e paillettes (Plumas e Paetês) (1980)
- Agua Viva (Água Viva) (1980)
- Terre sconfinate (Terras do Sem-Fim) (1981)
- Campeão (Rede Bandeirantes) (1982)
- Avenida Paulista (1982)
- Caso Verdade, (episodio: "Geronimo") (1982)
- Vite rubate (Louco amor) (1983)
- Anarchici, grazie a Dio (Anarquistas, Graças a Deus) (1984)
- Il vento e il tempo (O Tempo e o Vento) (1985)
- Um Sonho a Mais (1985)
- Il cammino della libertà; altro titolo: La padroncina (Sinhá Moça) (Rede Globo) (1986)
- Anos Dourados (1986)
- O Outro (1987)
- Vida Nova (1988)
- Tieta (1989)
- Gente Fina (1990)
- O Sorriso do Lagarto (1991)
- Perigosas Peruas (1992)
- Contos de Verão (1993)
- Pátria Minha (1994)
- Engraçadinha... Seus Amores e Seus Pecados (1995)
- Quem É Você? (1996)
- Anjo Mau (1997)
- Labirinto (1998)
- La forza del desiderio (Força de um desejo) (1999)
- Terra nostra (1999)
- Laços de Família (2000)
- Esplendor (2000)
- Os Maias (2001)
- Terra nostra 2 - La speranza (Esperança) (2002)